# György Szomjas
György Szomjas   (Budapest, 26 de novembre de 1940 - Budapest, 7 d'abril de 2021) fou un guionista i director de cinema hongarès, considerat el pare de l'Ostern (western) hongarès.

## Biografia
Fill del metge György Szomjas (1902-1987) i de Beatrix Astuto (1909-1988). Va estudiar a la Piarista Gimnázium i de 1960 a 1964 va estudiar arquitectura a la Universitat de Tecnologia i Economia de Budapest. Del 1964 al 1968 va ser estudiant al Színház- és Filmművészeti Egyetem. Entre 1969 i 1974, va ser membre de la junta dels estudis Béla Balázs, un dels iniciadors del programa de cinema sociològic. Després va fer curtmetratges i va treballar com a ajudant. El 1976 la seva pel·lícula Talpuk alatt fütyül a szél fou exhibida com a part de la selecció oficial del Festival Internacional de Cinema de Sant Sebastià 1976, La seva pel·lícula de 1983 Könnyű testi sértés va participar en el 34è Festival Internacional de Cinema de Berlín.
Des del 1995 fou secretari general de l'Associació d'Artistes de Cinema i TV hongaresos. Era membre de l'Acadèmia de Cinema Europeu des de 1999.

## Filmografia
- 1967 Szevasz, Vera!
- 1972 Magyar vakáció
- 1976 Talpuk alatt fütyül a szél
- 1978 Rosszemberek
- 1981 Kopaszkutya
- 1983 Könnyű testi sértés
- 1985 Falfúró
- 1985 Változó otthonunk
- 1987 Mr. Universe
- 1989 Mulatság
- 1989 Könnyű vér
- 1990 Kőbánya blues
- 1992 Roncsfilm
- 1994 Csókkal és körömmel
- 1997-1999 Gengszterfilm
- 2002 Vagabond
- 2007 A Nap utcai fiúk
- 2011 Kopaszkutya Kettő
- 2011 Keleti szél: a film